# اوپوئیژک
شهر اوپوئیژک (به فرانسوی: Opwijk) در ناحیه اداری ال-ویلوورد در استان فلومیش بربان در منطقه فلاندری در کشور بلژیک واقع شده‌است.